# Карта на Черно море (1781)
Карта на Черно море (на френски: Carte du Palus Méotide et du Pont Euxin) от 1781 г. е географска карта от френския географ и картограф и основател на Парижкото географско дружество Жан Барбие дьо Бокаж.
Картата е използвана като илюстрация към неговата книга за пътуването на Анахарсис-младия в Гърция през IV в. пр.н.е., която е издадена в Лондон през 1781 и 1793 г. Размерите на картата са 28 на 33 cm. За направата на картата Жан Барбие дьо Бокаж използва картна подложка на учителя си Жан Батист д'Анвил. На нея са означени градовете Одесос, Месембрия, Анхиало и Аполония Понтийска.